# Der Bürgergeneral
Der Bürgergeneral ist ein Lustspiel in einem Aufzuge von Johann Wolfgang von Goethe. Zwischen dem 23. und 26. April 1793 geschrieben, wurde es bereits am 2. Mai 1793 im Herzoglichen Hoftheater zu Weimar uraufgeführt und lag im selben Jahr im Druck vor.

## Handlung
Das Stück hat vierzehn Auftritte:
1. vor Märtens Hause: Röse und Görge sind nach zwölf Wochen Ehe noch ein mustergültiges bäuerliches Liebespaar.
2. Auch der vorbeispazierende zuständige Land-Edelmann findet das: … meine Kinder sollen mit den eurigen aufwachsen, wie ich mit euch. Artig versetzt Röse: Das wird eine Lust sein.
3. Die Verabschiedung des weiter spazierenden Edelmanns legt nahe, Bauern und Adel leben in Eintracht nebeneinander.
4. Märtens Stube: Röses Vater Märten mault, es sei hinterm Ofen langweilig, seit er die Tochter verheiratet hat.
5. Zur Abwechslung wird Märten vom Bader Schnaps besucht.
6. Man kennt in Paris meinen Verstand, macht Schnaps dem horchenden Märten weis. Die Herren Jakobiner überm Rhein hätten ihn zum Bürgergeneral befördert. Alle Menschen sind gleich, tönt Schnaps und holt zum Beweis seiner Rede die Utensilien aus dem Barbiersacke. Schnaps kostümiert sich mit Nationaluniform, Kokarde, Säbel und roter Freiheitsmütze. Beeindruckt spricht Märten den Bader mit Herr General an und bekommt zur Antwort: Man sagt: Mein General! Bürgergeneral! Es ist kein Mensch ein Herr. Da kommt Görge von der Feldarbeit heim. Der Bürger General muss sich auf dem Boden verstecken.
7. Denn Schnaps hat Röse vormals verleumdet und Görge möchte den General dafür verprügeln.
8. Märten ist von den Jakobinern enttäuscht: Der da oben [auf dem Boden] taugt nun ganz und gar nichts, und kommt zu solchen Ehren!
9. Eigentlich ist Schnaps gekommen, weil er hungrig ist. Der Bauer Märten hält leider die Lebensmittel verschlossen. Da muss Schnaps improvisieren. Er spielt mit dem einfältigen Märten Edelmann und Bürgerausschuß. Der Bürgergeneral stellt natürlich den letzteren dar und erbricht folgerichtig mit seinem Säbel Röses gut verschlossenen Milchschrank. Mit dem Inhalt bereitet sich der Einbrecher unter Märtens ungläubigen Blicken ein appetitliches Frühstück aus saurer Milch, geriebenem Brot und Zucker. Aus dem Schmaus wird nichts, denn Görge stört neuerdings.
10. Görge verprügelt den Bürgergeneral. Der schreit am Fenster um Hilfe und ruft auch noch Feuer!
11. Daraufhin alarmieren Nachbarn die Justizorgane. Schnaps versteckt sich uniformiert in der Kammer. Görge sperrt den Widersacher ein.
12. Der Richter  tritt auf den Plan und findet die Mütze mit der Kokarde. Der Staatsdiener wittert Hochverrat.
13. Bevor er ein Exempel statuieren kann, tritt der vom Lärm herbeigelockte Edelmann auf. Mit einem leutseligen Kinder, was gibts? schneit er herein und hält einen Vortrag über den bösen französischen Revoluzzer in den Provinzen, wo seinesgleichen gehaust haben; wo gutmütige Toren ihnen auch anfangs zufielen, wo sie mit Schmeicheln und Versprechungen anfingen, mit Gewalt, Raub, Verbannung ehrlicher Leute und allen Arten böser Begegnung endigten. Dankt Gott, daß ihr so wohlfeil davonkommt! Röse hofft: Sie schützen uns also, gnädiger Herr?
14. So kommt es dann auch. Der Edelmann kann aber auch streng sein. Er verhört den aus der Kammer gezerrten, noch uniformierten Schnaps knapp. Der Bürgergeneral gesteht, er hat die Uniform einem verstorbenen französischen Kriegsgefangenen genommen. Schnaps bezeichnet Märten als einfältig. Die abfällige Rede erbost den Bauer Märten. Der Edelmann lobt wortreich die ruhigen, intakten deutschen Verhältnisse. Röse kommentiert aufmüpfig: Es hört sich Ihnen so gut zu! Der Genießer Schnaps möchte seine inzwischen angedickte Milchspeise verzehren. Drakonisch verweigert Röse dem Bürgergeneral das finale Essvergnügen.

## Hintergrund

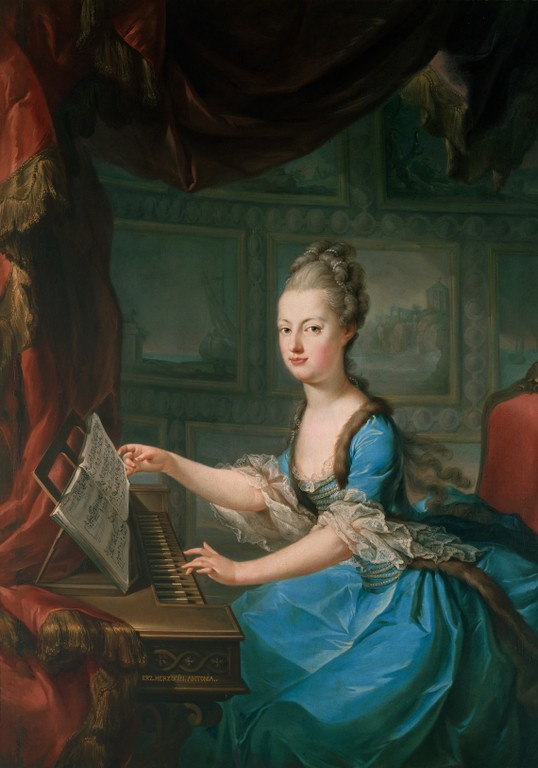
Erzherzogin Marie-Antoinette

Im Januar 1791 wurde Goethe Intendant des Herzoglichen Hoftheaters zu Weimar. Mit Rücksicht auf das Unterhaltungsbedürfnis des Publikums entstanden solche Stücke wie der Der Groß-Cophta oder Der Bürgergeneral.
Vom Franzosen Florian stammt das Lustspiel Die beiden Billets. Königin Marie-Antoinette hatte es als Milchsuppe diskriminiert. Der Schauspieler Johann Christoph Beck (geb. 1754) hatte als Bader Schnaps in Weimar Erfolg in den Billets und dem Stammbaum. Das sind zwei Lustspiele von Christian Leberecht Heyne alias Anton Wall (1751–1821). Für den Schnaps-Darsteller Beck (genannt Hans) musste ein neues Stück her. Goethe schrieb kurz entschlossen eine weitere Fortsetzung. Dabei modelte er den Gauner Schnaps zum Möchtegern-Jakobiner.
Zum ersten Mal in Goethes Werk wird im Bürgergeneral die Ehe und das Eheglück sachte als Bollwerk gegen widrige Zeitläufte thematisiert.

## Rezeption
- Gerhard Schulz (S. 133, 4. Z.v.u.) wertet das Stück als Äußerung Goethes zur Französischen Revolution.
- Nicholas Boyle (S. 192, 20. Z.v.o.) betont den soliden, theaterfreundlichen Bau des Lustspiels.

## Selbstzeugnisse
„Der Beyfall den du meinem Bürgergeneral giebst ist mir viel werth. So ein alter Pracktikus ich bin, weiß ich doch nicht immer was ich mache, und dießmal besonders war es ein gefährliches Unternehmen. Bey der Vorstellung nimmt sich das Stückchen sehr gut aus.“

„Dem Bürgergeneral wünscht' und hofft' ich Euren Beifall und ist mir um so lieber, daß Ihr es gut zuerst habt spielen sehen. Die kleinen Productionen haben den Vortheil, daß sie fast eben so geschwind geschrieben als erfunden sind. Von dem Moment, in dem ich die erste Idee hatte, waren keine drei Tage verstrichen, so war es fertig. Ich hoffe, es soll mich weder ästhetisch noch politisch reuen, meiner Laune nachgegeben zu haben.“

„‚Es [Der Bürgergeneral] war zu seiner Zeit ein sehr gutes Stück‘, sagte Goethe, ‚und es hat uns manchen heitern Abend gemacht. Freilich, es war trefflich besetzt und so vortrefflich einstudirt, daß der Dialog Schlag auf Schlag ging, im völligsten Leben. Malcolmi spielte den Märten; man konnte nichts Vollkommneres sehen.‘“

## Hörspielbearbeitung
1967 erstellte Josef Will für den ORF Niederösterreich eine Funkfassung. Die Erstsendung fand am 27. Dezember 1967 statt.
Unter der Regie von Ernst Wolfram Marboe sprachen: Susi Peter (Röse), Alfred Böhm (Görge), Herbert Probst (Märten), Guido Wieland (Schnaps), Karl Fochler (Richter), Wolfgang Mika (Bauer) und Ernst Meister (Edelmann).